# マオリ語週間

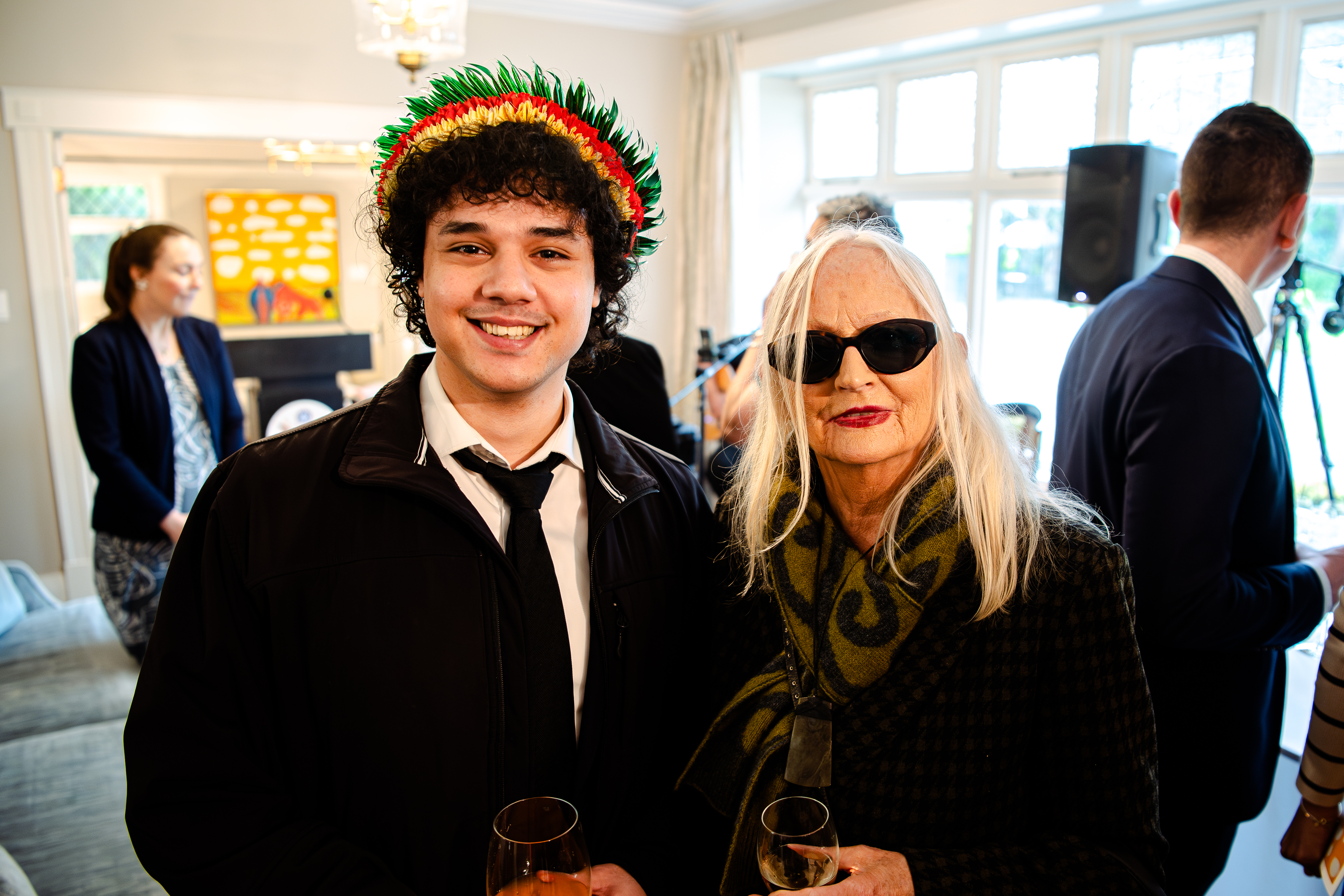
2024

マオリ語週間（マオリごしゅうかん、マオリ語: te Wiki o te Reo Māori、英語: Māori Language Week）は、ニュージーランドにおいて、同国の公用語の1つであり、又先住民マオリの言語であるマオリ語の使用を現代のニュージーランド人に促進するために同国政府が協賛し、設けられた週間である。
1975年に開始し、現在ではマオリ振興省（マオリ語: Te Puni Kōkiri、英語: Ministry of Māori Development）及びマオリ語委員会（マオリ語: Te Taura Whiri i te Reo Māori、英語: Māori Language Commission）が陣頭に立ち、国内の多くの学校や図書館、政府省庁などの組織が参加する形で展開されている。

## 期間とテーマ
毎年7月上旬から8月上旬の期間のうちの月曜日を起点とする連続7日間であるが、特に月の何週目に開始となるかは決まっておらず、前年に該当期間及びテーマがマオリ語委員会より発表される。
| 回数   | 年     | 期間              | テーマ（原語表記） |
| ------ | ------ | ----------------- | ------------------ |
| 第33回 | 2007年 | 7月23日 - 7月29日 | Tāpoi              |
| 第34回 | 2008年 | 7月21日 - 7月27日 | Te Reo i te Kāinga |
| 第35回 | 2009年 | 7月27日 - 8月2日  | Te Reo i te Hapori |
| 第36回 | 2010年 | 7月26日 - 8月1日  | Te Mahi Kai        |
| 第37回 | 2011年 | 7月4日 - 7月10日  | Manaakitanga       |
| 第38回 | 2012年 | 7月23日 - 7月29日 | Arohatia te Reo    |
| 第39回 | 2013年 | 7月1日 - 7月7日   | Ngā Ingoa Māori    |
| 第40回 | 2014年 | 7月21日 - 7月27日 | Te Kupu o te Wiki  |
| 第41回 | 2015年 | 7月27日 - 8月2日  | Ngā Mātua          |